# Église Sant Miquel de Pineda
L'église Sant Miquel de Pineda (en français Saint-Michel de Pineda) est un édifice religieux situé dans la commune de Sant Feliu de Pallerols, en Catalogne (Espagne). Elle est classée dans l'Inventaire du patrimoine architectural de Catalogne.

## Description
L'église est située au nord du village de Sant Feliu de Pallerols, et à l'ouest du Brugent del Ter, affluent du Ter. Initialement composée d'une seule nef d'époque romane, plusieurs chapelles ont été rajoutées postérieurement. L'abside a également été surélevée. Le clocher est une tour carrée et le portail, situé à l'ouest, est d'époque plus récente. Derrière l'église se trouve un petit cimetière. Juste au sud de l'église se situe un bâtiment, la Rectoria, transformé en gîte.

## Histoire
L'église faisait partie du territoire du château d'Hostoles. Au XVIIe siècle, elle est dépendante du bailliage royal d'Hostoles. Restaurée en 1812, on y ajoute alors des chapelles latérales. 

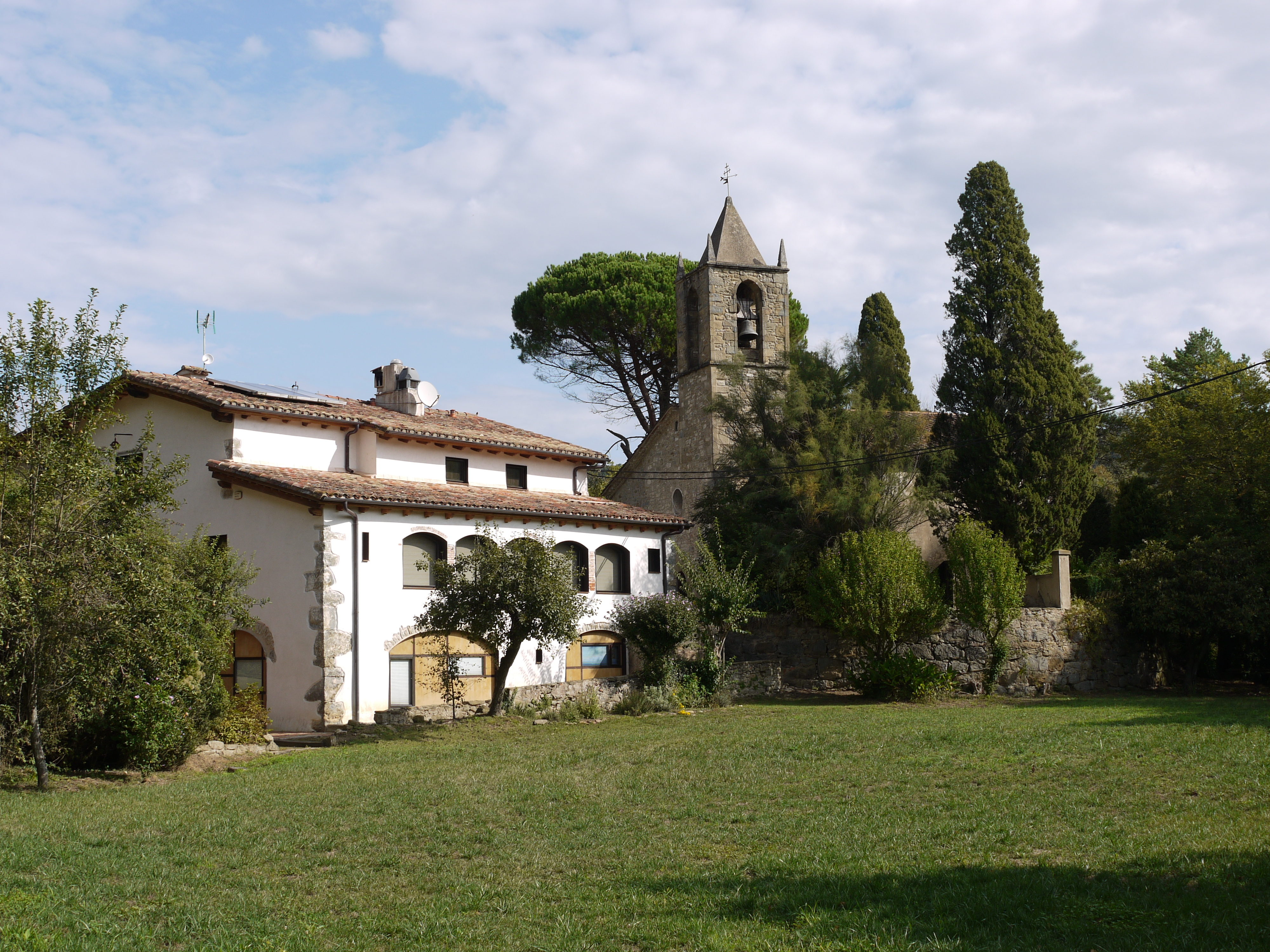
L'église et la Rectoria
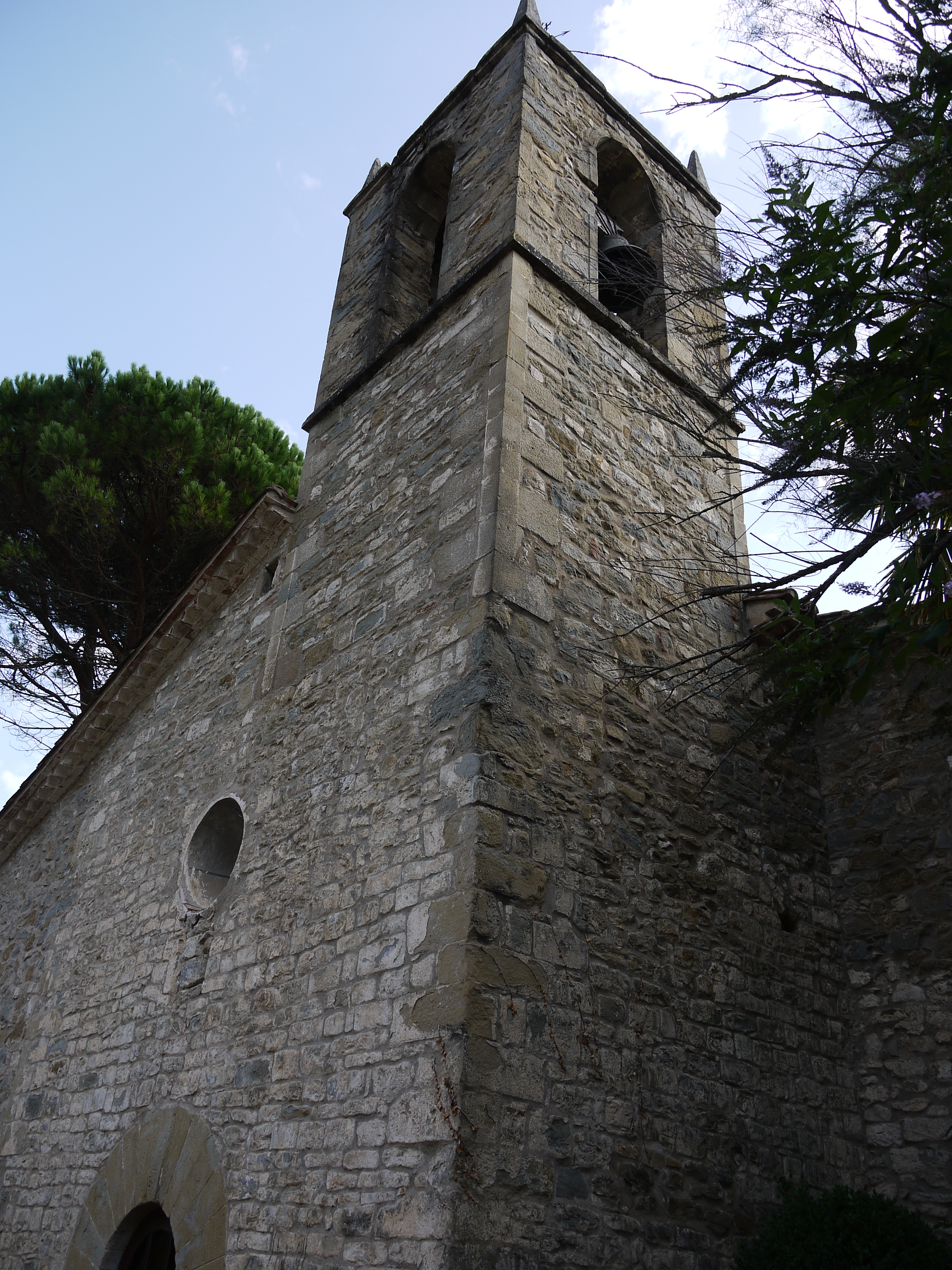
Le clocher
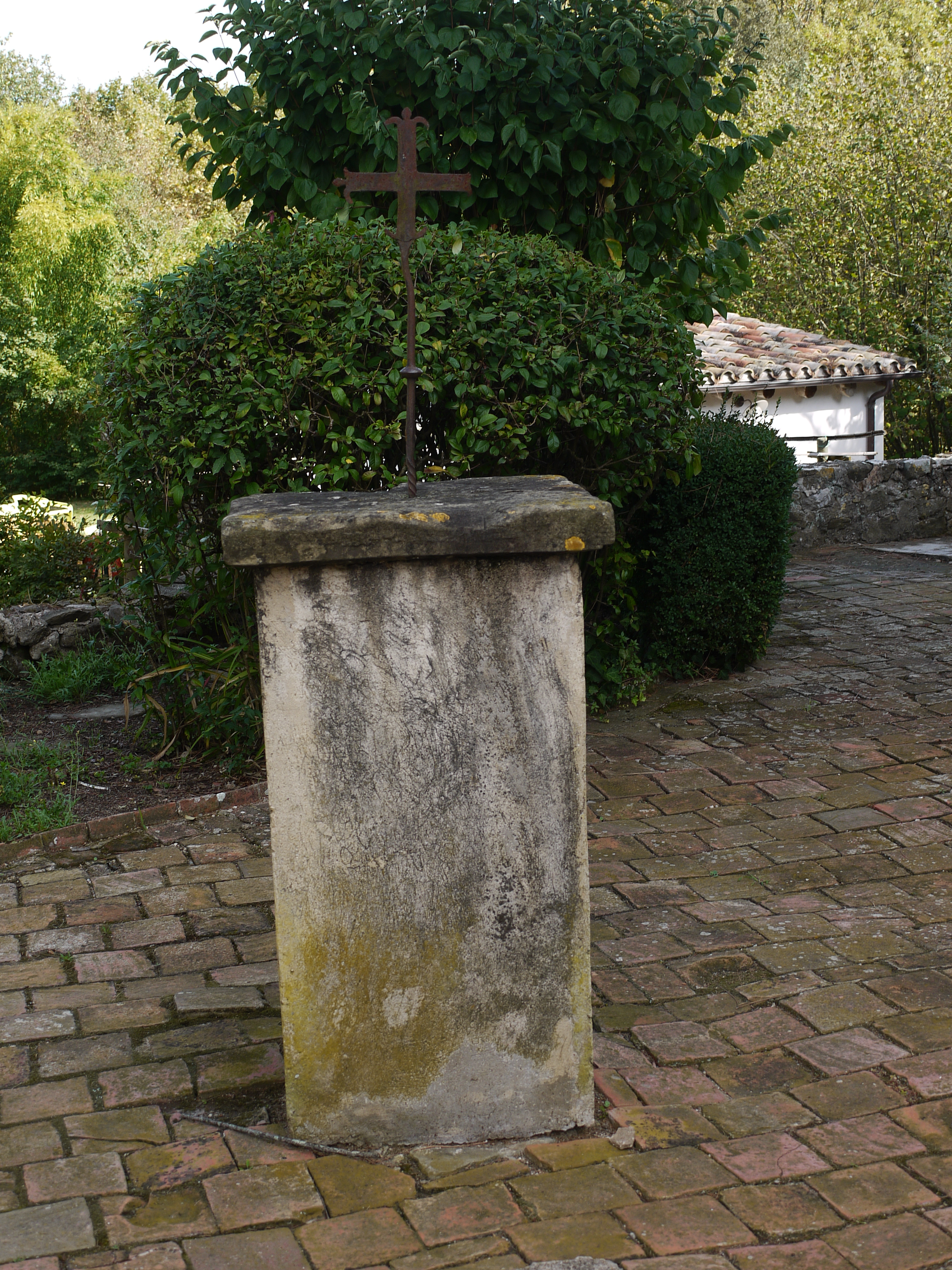
Une croix devant l'église
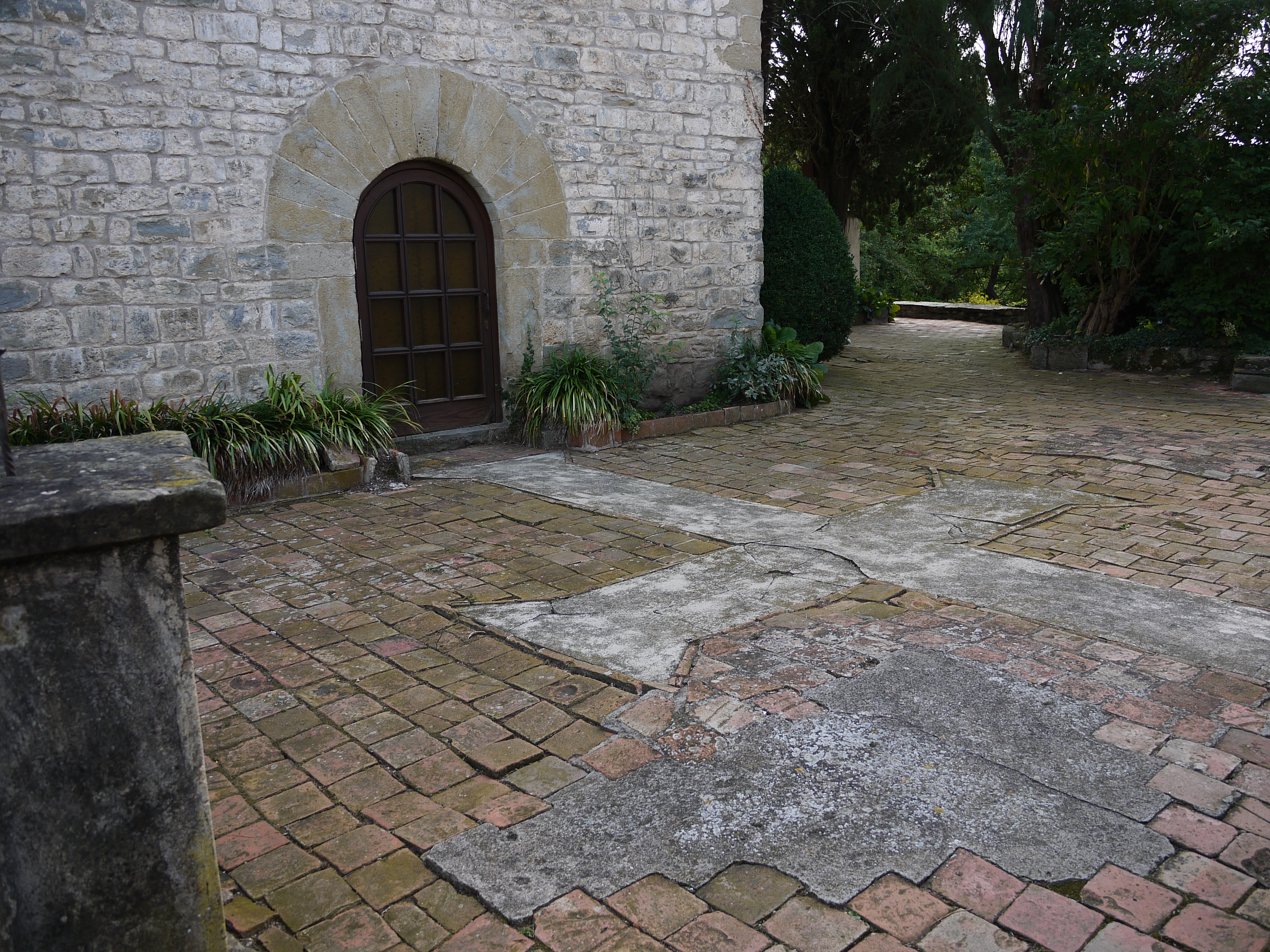
Le parvis
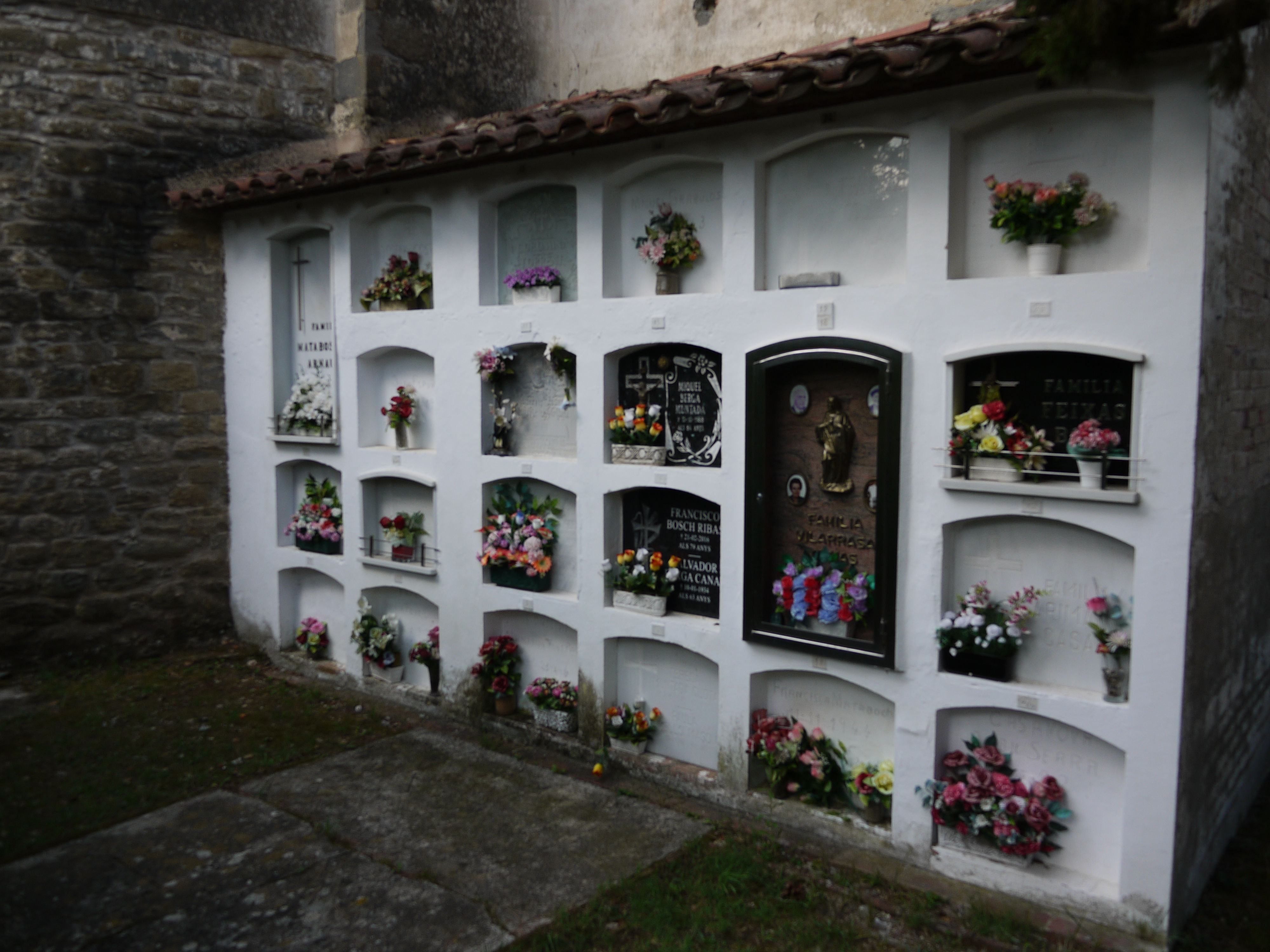
Le cimetière

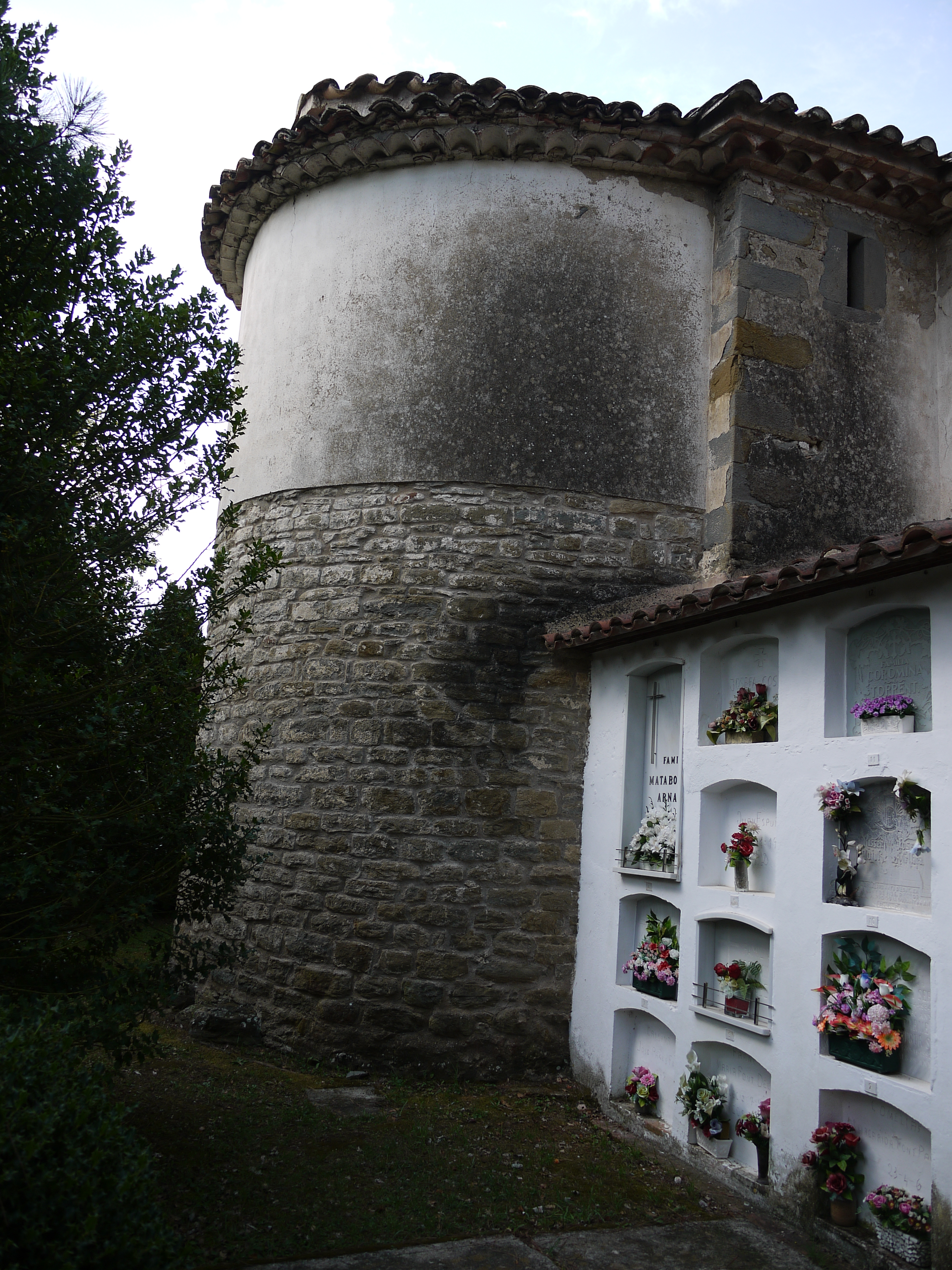
L'abside
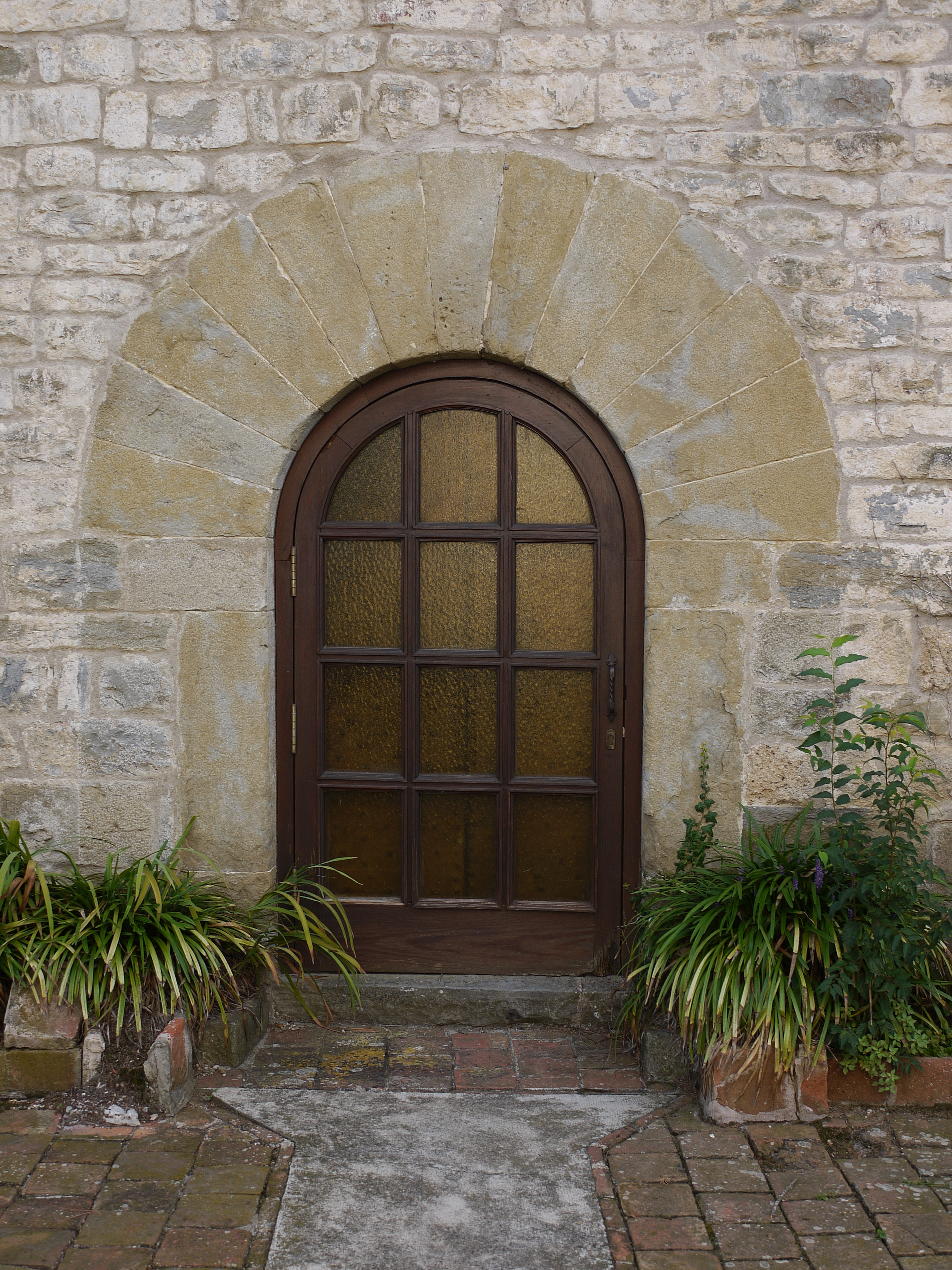
Le portail
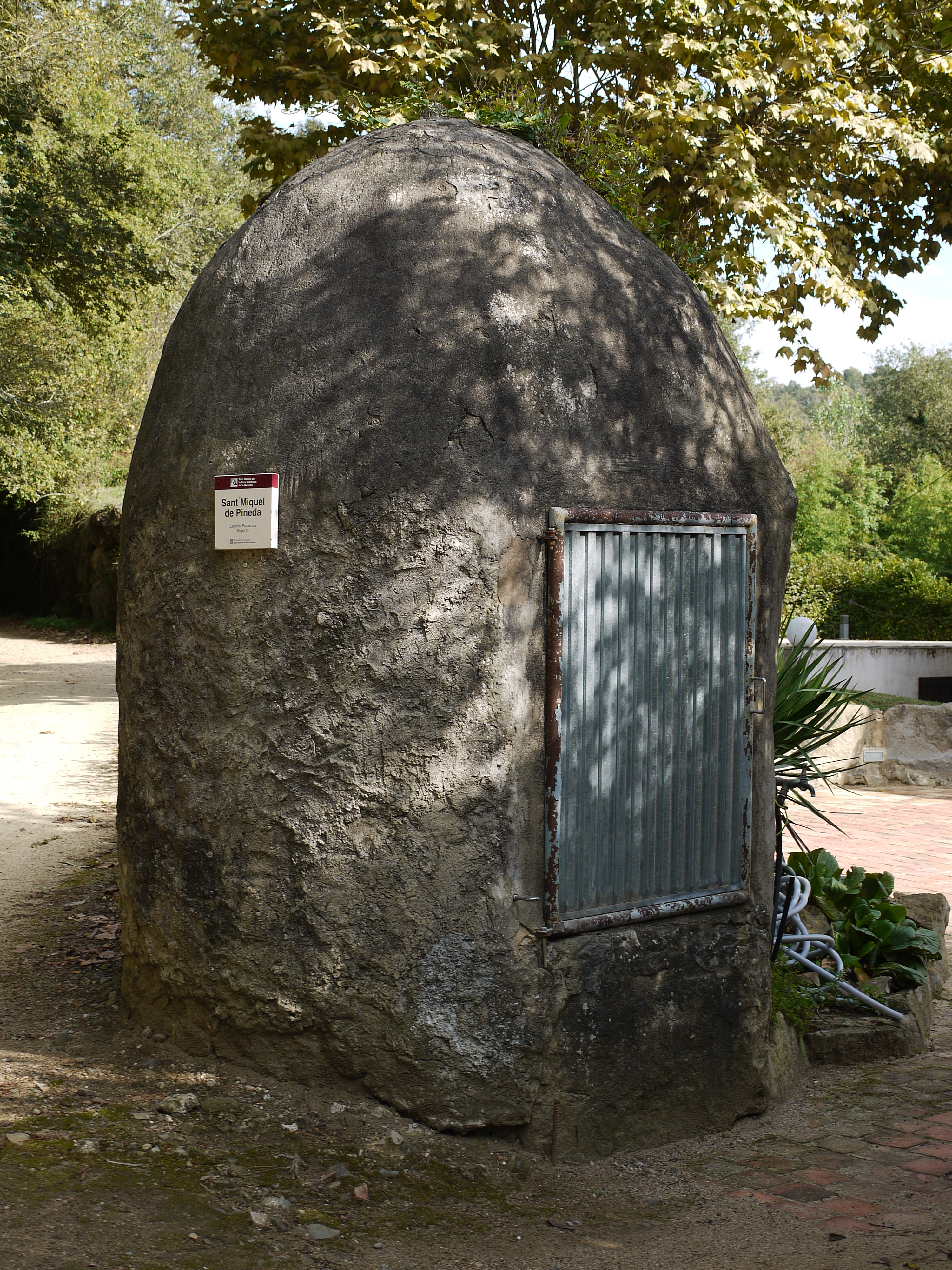
Un vieux puits
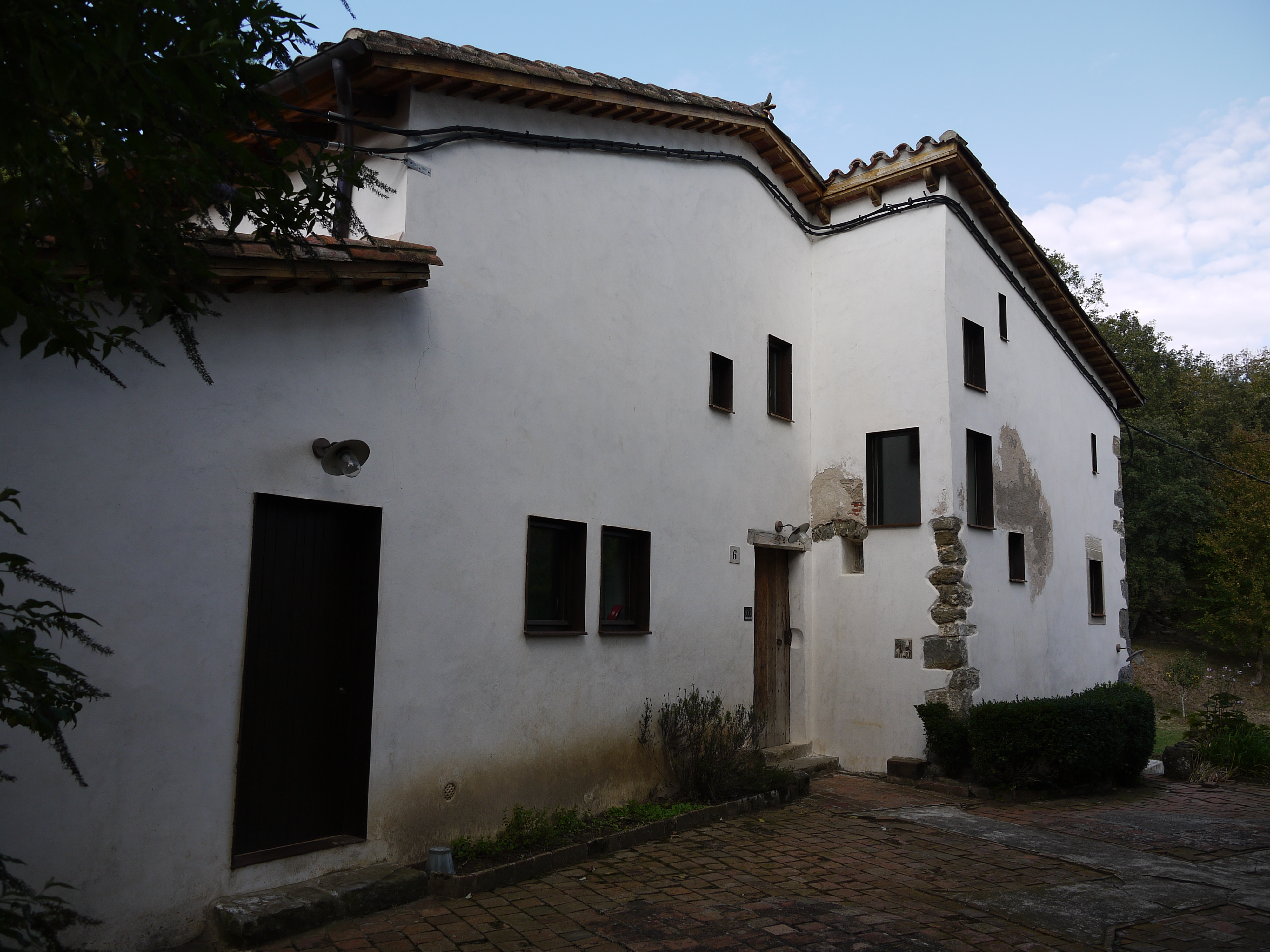
La Rectoria